# Ван Хи Гён
Ван Хи Гён (кор. 왕희경, р.16 июля 1970) — южнокорейская спортсменка, стрелок из лука, олимпийский чемпион.

## Биография
Родилась в 1970 году. В 1988 году стала чемпионкой Олимпийских игр в Сеуле.